# Politics of Pressure
Politics of Pressure är en EP av Front 242, utgiven 1985. Texten till "Don't Crash" är skriven av Valerie Steele och uppvisar en känslosamhet som är ovanlig för Front 242:s övriga texter.

## Låtlista
Samtliga låtar är skrivna av Daniel Bressanutti och Jean-Luc de Meyer, utom "Don't Crash" som är skriven av Valerie Steele.
Sida A
1. "No Shuffle" – 3:47
2. "Don't Crash" – 4:50
3. "Funkahdafi" – 3:20

Sida B
1. "Commando (Remix)" – 9:11

Några strofer ur låten "Don't Crash" lyder:
| ” | Last moment cries on the radio It's so hot down here Crushing metal bloody waters Same faces everywhere Now the anger is fading Now the fight can't go on We'll always be remembered We'll always be dismembered | „ |

## Remixversioner (urval)
- "Don't Crash (SOL Remix)"
- "Don't Crash (Dark Side American Crash Mix)"